# Boom Overture
O Boom Overture é uma proposta de avião supersônico de 65-88 passageiros com 4,250 milhas náuticas (7,871 km; 4,891 mi) de alcance, que está planejado para ser introduzido em 2029 pela Boom Technology. A empresa afirma que, com 500 rotas viáveis, poderia haver um mercado para 1.000 aviões supersônicos com tarifas de classe executiva. Ele havia reunido 76 compromissos até dezembro de 2017. A aeronave está prevista para ter uma configuração de asa delta (semelhante ao Concorde), mas será construída com materiais compósitos. Após um redesenho revelado em 2022, destina-se a ser alimentado por quatro motores secos (sem pós-combustão)  turbofans. Os regulamentos para ruído de decolagem ou estrondo por terra podem ser atendidos ou alterados.

## Mercado
A empresa diz que quinhentas rotas diárias seriam viáveis: a Mach 1,7 sobre a água, Nova York/Newark e Londres teriam 3 horas e 30 minutos de intervalo; Newark e Frankfurt teriam 4 horas de diferença. Com 4,500 milhas náuticas (8,334 km), os voos trans pacíficos exigiriam uma parada para reabastecimento; São Francisco e Tóquio seriam separados por 6 horas. Pode haver um mercado para 1.000 aviões supersônicos até 2035. A Boom tem como meta um preço de US$ 200 milhões, não descontado e excluindo opções e interior, em dólares de 2016. A empresa afirma que os custos operacionais por milha de assento premium disponível serão menores do que as aeronaves subsônicas de fuselagem larga. A fábrica da Boom será dimensionada para montar até 100 aeronaves por ano para um mercado potencial de 1.000 a 2.000 aeronaves ao longo de 10 anos.
A Boom tem como meta tarifas de US$ 5.000 para uma viagem de ida e volta de Nova York a Londres, enquanto o mesmo no Concorde custa US$ 20.000 ajustados pela inflação; era sua única rota lucrativa. A mesma queima de combustível possibilita tarifas semelhantes à classe executiva subsônica entre outros fatores. Para rotas de longo alcance como São Francisco-Tóquio e Los Angeles-Sydney, 30 assentos de primeira classe podem ser propostos ao lado de 15 assentos de classe executiva.
Em março de 2016, Richard Branson confirmou que o Virgin Group possui opções para 10 aeronaves, e a subsidiária da Virgin Galactic, The Spaceship Company, ajudará na fabricação e teste do jato. Uma transportadora europeia sem nome também possui opções para 15 aeronaves; os dois negócios totalizam 5 bilhões de dólares. No Paris Air Show 2017, 51 compromissos foram adicionados para uma carteira de 76 com depósitos significativos. Em dezembro de 2017, a Japan Airlines confirmou ter encomendado até 20 jatos entre os compromissos de 76 de cinco companhias aéreas. O CEO da Boom, Blake Scholl, acha que 2.000 jatos supersônicos conectarão 500 cidades e promete £ 2.000 para Londres a Nova York só de ida, comparável à classe executiva subsônica existente.
Em 3 de junho de 2021, a United Airlines anunciou que havia assinado um acordo para comprar 15 aeronaves Overture com 35 opções adicionais, esperando iniciar voos de passageiros até 2029.
Em 16 de agosto de 2022, a American Airlines anunciou um acordo para comprar 20 aeronaves Overture com 40 opções adicionais.

### Pedidos
| Data inicial          | Cliente                          | Pedidos combinados |
| --------------------- | -------------------------------- | ------------------ |
| 23 de março de 2016   | Virgin Atlantic                  | 10                 |
| 23 de março de 2016   | Cliente europeu não identificado | 15                 |
| 20 de junho de 2017   | Clientes não identificados       | 51                 |
| 5 de dezembro de 2017 | Japan Airlines                   | 20                 |
| 3 de junho de 2021    | United Airlines                  | 50                 |
| 16 de agosto de 2022  | American Airlines                | 60                 |
| Totais                | Totais                           | 206                |

## Desenvolvimento
Em março de 2016, a empresa havia criado desenhos conceituais e maquetes de madeira de partes da aeronave. Em outubro de 2016, o design foi estendido para 155 pés (47 m) para acomodar até 50 passageiros com dez assentos extras, sua envergadura marginalmente aumentada, e um terceiro motor foi adicionado para permitir ETOPS com um tempo de desvio de até 180 minutos. O avião poderia acomodar 55 passageiros em uma configuração de maior densidade. Em junho de 2017, sua introdução estava prevista para 2023. Em julho de 2018, foi adiado para 2025. Na época, ele havia passado por mais de 1.000 testes simulados em túnel de vento.
A Boom inicialmente visava uma velocidade de cruzeiro Mach 2.2 para se adequar aos horários das companhias aéreas transoceânicas e permitir maior utilização, mantendo o ruído do aeroporto no Estágio 4, semelhante a aeronaves subsônicas de longo alcance. A configuração do avião deveria ser bloqueada no final de 2019 até o início de 2020 para um lançamento com seleção de motores, cadeia de suprimentos e local de produção. O desenvolvimento e a certificação do avião e seu motor foram estimados em US$ 6 bilhões, exigindo investidores da Série C. Foi arrecadado dinheiro suficiente na rodada B de captação de recursos para atingir marcos importantes, incluindo voar o demonstrador (XB-1) para provar a tecnologia, construir uma carteira de pedidos, encontrar fornecedores-chave para motores, aeroestruturas e aviônicos e esquematizar o processo de certificação, com muitas condições especiais, mas com precedentes.
No Paris Air Show de junho de 2019, o CEO da Boom, Blake Scholl, anunciou que a introdução do Overture foi adiada de 2023 para o período de 2025-2027, após uma campanha de testes de dois anos com seis aeronaves. Em setembro de 2020, a empresa anunciou que foi contratada pela Força Aérea dos Estados Unidos para desenvolver o Overture para possível uso como Air Force One.
Em 7 de outubro de 2020, a Boom apresentou publicamente seu demonstrador XB-1, que planejava voar pela primeira vez em 2021 de Mojave Air and Space Port, Califórnia. Espera-se iniciar os testes de túnel de vento para o Overture em 2021, e iniciar a construção de uma unidade fabril em 2022, com capacidade para produzir de 5 a 10 aeronaves mensalmente. A primeira Overture seria apresentada em 2025, com o objetivo de obter a certificação de tipo até 2029. Os voos devem estar disponíveis em 2030, conforme estimativa de Blake Scholl.
A Boom atualmente tem como alvo um cruzeiro Mach 1.7.  Em janeiro de 2022, a Boom anunciou uma doação de US$ 60 milhões do programa AFWERX da Força Aérea dos EUA para desenvolver ainda mais o avião supersônico Boom Overture. Em julho de 2022, a Boom anunciou uma parceria com a Northrop Grumman para desenvolver uma variante especial para o governo dos EUA e seus aliados.
Em 19 de julho de 2022, a Boom revelou o modelo de produção do Overture como um redesenho no Farnborough Airshow.

## Projeto
Sua configuração de asa é um delta composto convencional para baixo arrasto supersônico, projetado para ser como um modelo em escala de 75% do Concorde . Ele não possui estrondo sônico baixo, ao contrário do SAI Quiet Supersonic Transport (QSST), ou tecnologia de fluxo supersônico laminar do Aerion AS2. Devido à baixa relação de aspecto da asa de 1,5, o arrasto de baixa velocidade é alto e a aeronave requer alto empuxo na decolagem. A Boom também precisa abordar a atitude de nariz para cima no pouso. Espera-se que os custos de manutenção da fuselagem sejam semelhantes aos de outros aviões de fibra de carbono. O Overture deve operar a um quarto dos custos do Concorde, contando com motores secos (sem pós-combustão), estruturas compostas e tecnologia aprimorada desde o desenvolvimento do Concorde. O avião de 55 lugares pesaria 77.100 kg (170.000 lb)  Deve ser 170 pés (52 m) comprimento por 60 pés (18 m) de largura e poderia acomodar 45 passageiros, incluindo 10 na primeira classe ou 55 com um 75 polegadas (190 cm) passo do assento. Em 2021, Boom apresenta um comprimento maior de 205 pés (62 m) com capacidade de 65 a 88.  As alterações no peso máximo de decolagem ou no empuxo necessário do motor não são divulgadas.

As mudanças de design anunciadas em julho de 2022 incluíram um aumento no número de motores para 4 para permitir motores menores e tecnicamente menos desafiadores e permitir a decolagem em níveis reduzidos para reduzir o ruído; e asa e fuselagem em forma de gaivota redesenhadas para reduzir o arrasto.

### Motores
A Boom quer usar turbofans de bypass moderado sem pós- combustão, ao contrário do Rolls-Royce/Snecma Olympus da Concorde. As únicas opções disponíveis são os motores de caça a jato, que não têm a economia de combustível nem a confiabilidade necessária para a aviação comercial. Desde O primeiro parâmetro é necessário, mas foi fornecido incorretamente! de  2016  , nenhum fabricante de motores poderia desenvolver tal motor com base nas vendas de apenas 10 unidades. A Boom precisará lidar com o ruído do motor de alta velocidade combinado com o consumo de combustível triplicado por unidade de distância e por assento em comparação com uma aeronave moderna de fuselagem larga. O Conselho Internacional de Transporte Limpo estimou que uma aeronave supersônica queimaria pelo menos três vezes mais combustível por passageiro da classe executiva do que uma aeronave subsônica.

A compressão de admissão precisaria de um núcleo de baixa pressão, e os derivados dos turbofans de taxa de desvio de 3-4:1 existentes são um compromisso entre o ruído de decolagem e o arrasto das ondas, com uma boa eficiência de combustível . Dave Richardson, da Lockheed Martin's Skunk Works, observou que os motores adequados com baixa relação de pressão geral são escassos. O desenvolvimento de motores das décadas de 1950 e 1960, como o GE J79, GE YJ93, GE4, PW J58 ou Rolls-Royce Olympus, terminou quando uma maior eficiência foi buscada, e os avanços subsequentes na ciência de materiais para núcleos muito mais quentes não são otimizados para longa resistência supersônica. O PW JT8D ou GE J79 são mais adequados do que os motores atuais, e os custos de desenvolvimento impressionantes tornam improváveis novos turbofans de baixa taxa de desvio.
Em julho de 2020, a empresa anunciou que havia firmado um acordo com a Rolls-Royce para colaborar no desenvolvimento de motores.

### Combustível
A aeronave deve funcionar com cem por cento de combustível de aviação sustentável (SAF), em contraste com as aeronaves comerciais operadas em 2021, usando motores certificados para voar com cinquenta por cento de SAF.

## Especificações
- Capacity: 65 to 88
- Length: 205 ft (62 m)
- Wingspan: 60[27] ft (18 m)
- Max takeoff weight: 170,000[8] lb (77,111 kg)
- Powerplant: 4 × Rolls-Royce medium-bypass turbofans without afterburners, 15,000–20,000[3] lbf (67–89 kN) thrust each

Performance
- Maximum speed: Mach 1.7 (2,083 km/h)
- Range: 4,250 nmi (4,890 mi, 7,870 km)
- Balanced Field Length: 10,000 ft (3,048 m)[32]